# شاه منصور، پاکستان
شاه منصور (به انگلیسی: Shah Mansur) یک شهرک در پاکستان است.